# Passeport norvégien
Le passeport norvégien (en norvégien : norsk pass ; en same du Nord : norgalaš pássa) est un document de voyage international délivré aux ressortissants norvégiens, et qui peut aussi servir de preuve de la citoyenneté norvégienne.